# 1948年ロンドンオリンピックのノルウェー選手団
1948年ロンドンオリンピックのノルウェー選手団（1948ねんロンドンオリンピックのノルウェーせんしゅだん）は、1948年7月29日から8月14日にかけてイギリスの首都ロンドンで開催された1948年ロンドンオリンピックのノルウェー選手団、およびその競技結果。

## 概要
今大会は金メダル1個、銀メダル3個、銅メダル3個の合計7個のメダルを獲得した。

## メダル
| メダル | 選手名               | 競技 | 種目       |
| ------ | -------------------- | ---- | ---------- |
| 銀     | ビヨルン・パウルソン | 陸上 | 男子走高跳 |